# واینل
واینِل (انگلیسی: Vinyl) مجموعه تلویزیونی ده قسمتی ساختهٔ مارتین اسکورسیزی، ترنس وینتر، میک جگر و ریچ کوئن است که در سال ۲۰۱۶ منتشر شد. این سریال که در سبک جنایی برای اچ‌بی‌او ساخته شده، در مورد مدیریت و ضبط موسیقی، عمدتاً موسیقی راک در دههٔ ۷۰ میلادی در آمریکاست. پایلوتِ ۱۱۳دقیقه‌ایِ این مجموعه را، مارتین اسکورسیزی کارگردانی کرده‌است.